# Kukulle

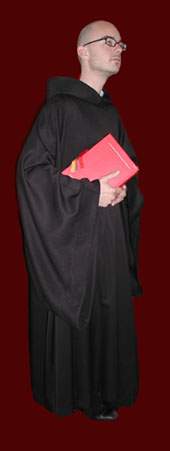
Mönch mit Kukulle

Eine Kukulle (von lateinisch cucullus „Tüte“, aus keltisch kūkka „Gipfel“, in übertragener Bedeutung „Kapuze“) war ursprünglich ein der Gugel ähnlicher Überwurf mit Kapuze, von unterschiedlicher Länge, der vor allem im Hochmittelalter in Benutzung war. Heute bezeichnet Kukulle, auch Kulle oder Flocke genannt, vor allem einen Teil des Habits bestimmter Ordensgemeinschaften. Es handelt sich dabei um ein faltenreiches, bodenlanges Übergewand mit sehr weiten Ärmeln, das von den Angehörigen dieser Gemeinschaften, Mönchen und Nonnen, zum Gottesdienst getragen wird.
In den Ostkirchen ist das Koukoulion eine spitze oder runde Kopfbedeckung hochrangiger Mönche mit zwei langen Infuln.

## Vorläufer

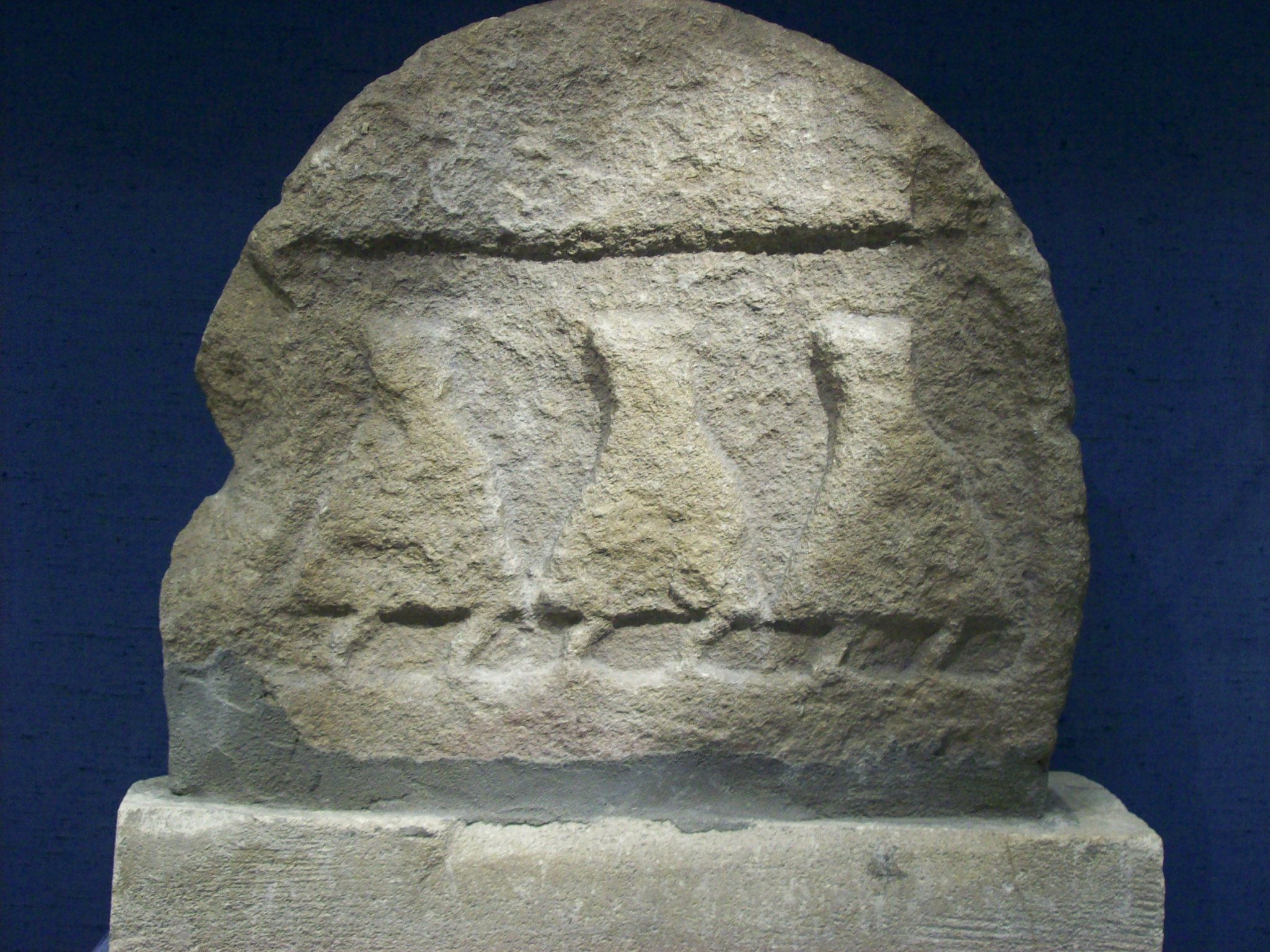
Drei Genii cucullati auf der Reise, Corinium Museum, Cirencester

Schon im 1. Jahrhundert nach Christus kannten die Römer den cucullus, einen Kapuzenmantel mit einem etwa bis zum Gesäß reichenden, vorne geschlossenen oder verschließbaren Schulterschutz aus dunklem Wollstoff oder Leder, der von den Kelten besonders auf Reisen oder bei der Jagd als Wetterschutz getragen wurde. Die Barden trugen jedoch weit längere (wahrscheinlich rund geschnittene) Kapuzenmäntel, die von den Römern bardocucullus oder sagum cucullatum genannt wurden. Sie sind ebenfalls das charakteristische Kleidungsstück zwergenhafter keltischer Schutzgeister, der genii cucullati.
Der Cucullus wurde von den römischen Legionären in Form der oval geschnittenen Paenula als Wetterschutz übernommen. Daneben trugen die Kelten (und später auch Germanen) die Caracalla: einen Rock mit langen Ärmeln, der ebenfalls oft mit einer Kapuze versehen war. Dieser Rock wurde von Marcus Aurelius Bassianus nach seinem Germanienfeldzug im Jahre 213 in Rom eingeführt, wovon der Kaiser seinen weit bekannteren Beinamen „Caracalla“ erhielt.
Im Mittellatein wurden ähnliche, vorne offene Mäntel, zuweilen mit abnehmbarer Kapuze, als capa bezeichnet, woraus die heutigen Bezeichnungen Cape, Capot, Kappe und Kapuze entstanden sind, außerdem Kapelle (nach dem Soldatenmantel des heiligen Martin).

## Habit
Bei der Kukulle der monastischen Ordensgemeinschaften handelt es sich um ein weites, knöchellanges Obergewand mit langen, sehr weiten Ärmeln, das übergeworfen wird. Unter der Kukulla wird seit dem 9. Jahrhundert (und den Reformen des Benedikt von Aniane) die Tunika getragen. Die Kukulle wird dem Ordensmitglied zur ewigen Profess übergeben. Sie ist die Chorkleidung, weshalb sie zur Feier der Heiligen Messe, zu bestimmten oder allen Tagzeiten des Stundengebets oder auch zu Versammlungen der Gemeinschaft im Kapitelsaal getragen wird. Je nach Farbe des Habits der Ordensgemeinschaft ist die Kukulle weiß (Zisterzienser, Kartäuser) oder schwarz (Benediktiner). Die Kukulle ist nicht zu verwechseln mit dem Chormantel einiger Bettelorden, der den Angehörigen dieser Gemeinschaften schon bei der Einkleidung übergeben wird.

## Koukoulion

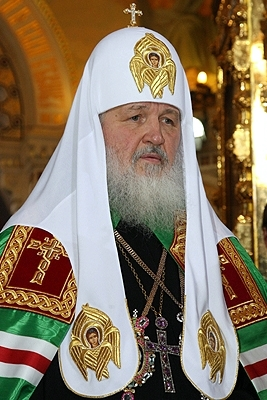
Kyrill I. mit dem weißen Koukoulion des Patriarchen von Moskau

Das Koukoulion (kirchenslawisch Kukol) ist die herkömmliche Kopfbedeckung hochrangiger Angehöriger von Mönchsorden in orthodoxen Kirchen und katholischen Ostkirchen, und hierbei besonders der Patriarchen.
Seit den Reformen des Patriarchen Nikon im 17. Jahrhundert tragen sowohl Mönche als auch Nonnen der höchsten Rangstufe (skhimonakh) über ihrem Mantel eine spitze, schwarze Kapuze mit zwei langen Infuln, die den Nacken und die Brust bedecken, die den weichen Kapuzen westlicher Orden recht ähnlich ist. Gewöhnlich ist sie aber mit Kreuzen, sechsflügeligen Seraphen, den Leidenswerkzeugen, dem Text des Trisagion oder Ähnlichem bestickt. Mönche niederer Ränge tragen hingegen den steifen, oben flachen Klobuk.
Andererseits tragen die Patriarchen von Moskau traditionell ein weißes, steifes und rundes Koukoulion, ähnlich einer Melone ohne Krempe. Auf der Spitze befindet sich eine symbolische Darstellung des Berges Zion mit einem Kreuz. Der Patriarch trägt das Koukoulion von Amts wegen, egal, ob er die höchsten Weihen tatsächlich erhalten hat oder nicht. Ebenso tragen die Primates bestimmter anderer autokephaler orthodoxer Kirchen, wie zum Beispiel der Katholikos-Patriarch von Georgien, ähnliche Kopfbedeckungen.